# 親元日記
『親元日記』（ちかもとにっき）は、室町時代の政所執事代・蜷川親元の日記。蜷川親元日記とも。
足利義政政権の政務体制を窺い知ることができる貴重な史料である。現存しているのは、1465年 - 1486年の22年間の分である。自筆原本も一部残されている。
例えば、足利義尚の将軍就任後その伯父内大臣日野勝光が政務を取り仕切っていたことが知られているが、軍政面で公家出身の勝光に判断できないものについては、政所執事伊勢貞宗の決裁を受けるよう指示していた（すなわち、軍政面は足利義政側近である伊勢貞宗の管轄であった）ことが、この日記で知ることができる。